# Distrikt Kamwenge
Kamwenge ist ein Distrikt in Westuganda. Die Hauptstadt des Distrikts ist Kamwenge.

## Lage
Der Bezirk Kamwenge grenzt im Norden an den Distrikt Kyenjojo, im Nordosten an den Distrikt Kyegegwa und den Distrikt Kiruhura, im Osten an den Distrikt Ibanda, den Distrikt Kitagwenda im Süden, den Distrikt Kasese im Westen an den Distrikt Bunyangabu und den Distrikt Kabarole im Nordwesten.

## Demografie
Die Bevölkerungszahl wird für 2020 auf 335.200 geschätzt. Davon lebten im selben Jahr 14,3 Prozent in städtischen Regionen und 84,7 Prozent in ländlichen Regionen. Die vorherrschende ethnische Gruppe im Distrikt sind die Bakiga, gefolgt von Bafumbira. Andere Stämme sind die indigenen Batoro, Batagwenda, Banyarwanda und mehrere weitere.

## Wirtschaft
Die lokale Wirtschaft wird von der Landwirtschaft und Fischerei dominiert.